# Tilpat
Tilpat é uma vila no distrito de Faridabad, no estado indiano de Haryana.

## Demografia
Segundo o censo de 2001, Tilpat tinha uma população de 6377 habitantes. Os indivíduos do sexo masculino constituem 55% da população e os do sexo feminino 45%. Tilpat tem uma taxa de literacia de 65%, superior à média nacional de 59,5%: a literacia no sexo masculino é de 75% e no sexo feminino é de 53%. Em Tilpat, 18% da população está abaixo dos 6 anos de idade.